# Escut de la Galera
L'escut oficial de la Galera (Montsià) té el següent blasonament:
Escut caironat: de gules, una galera contornada de 4 cavalls amb el conductor al pescant d'argent, acompanyada en cap d'una torre d'or oberta. Per timbre una corona mural de vila.

## Història
Va ser aprovat el 18 d'octubre de 1983.
La galera és un element parlant relatiu al nom de la població. La torre del damunt recorda que la vila va pertànyer al municipi de Tortosa, ja que la torre d'argent sobre camper de gules són les armes parlants de la capital del Baix Ebre.